# チラグ・シェッティ
チラグ・チャンドラシェカー・シェッティ（英語: Chirag Chandrashekhar Shetty、ヒンディー語:  चिराग चंद्रशेखर शेट्टी、1997年7月4日 - ）は、インドの男子バドミントン選手。インド人で唯一BWF世界ランキング1位まで上り詰めた男子ダブルスペアである。

## 経歴

### 2018-2019
2018年から男子ダブルスで3歳年下のサトウィクサイラジ・ランキレッディとペアを組む。
2019年のタイ・オープンで決勝で李俊慧 / 劉雨辰を破り優勝し、BWFスーパーシリーズ及びBWFワールドツアータイトルで優勝した初のインド人のダブルスペアとなった。また、この優勝により世界ランクが9位に上がり、インド人の男子ダブルスで初めて世界ランクTOP10入りを果たした。
同年のフランス・オープンでは準優勝を果たした。

### 2022
2022年のインド・オープンでは、ホームグラウンドとして優勝し、この年をスタートした。
同年のトマス杯ではインド代表チームの第1ダブルスとして出場。決勝のインドネシア戦で、ケビン・サンジャヤ・スカムルジョ / モハマド・アッサンペアと対決。1セット目を取られるも、2セット目、3セット目を連続で制し勝利。インドチームがインドネシアチームに2-0でリードした。これによって、インドのトマス杯優勝という歴史的快挙に大きく貢献した。
その後、同年のフランス・オープンでは決勝で台湾ペアを破り、見事優勝。初のワールドツアー750以上のタイトル獲得となった。

### 2023
3月のスイス・オープンで優勝。
4月のアジア選手権では、決勝でオン・ユーシン / テオ・イーイに逆転勝利し優勝。初のビッグタイトル獲得となった。
6月のインドネシア・オープンでは、決勝でアーロン・チア / ソー・ウーイックを破って優勝した。初のワールドツアースーパー1000タイトル獲得となった。
7月の韓国オープンでは、準決勝で世界ランク2位の梁偉鏗 / 王昶を破り、決勝では世界ランク1位のファジャル・アルフィアン / ムハマド・リアン・アルディアントを破り優勝。2大会連続優勝を果たした。
8月の世界選手権では、準々決勝でキム・アストルプ / アンダース・スカールプ・ラスムセンに敗れメダルを逃した。

#### インド人初のMD世界1位
10月のアジア競技大会の個人戦ダブルスでは、決勝で催率圭 / 金元昊を破って優勝。これにより、インド人の男子ダブルス選手として初めて世界ランキング1位となった。